# Kvist (musikgrupp)
Kvist var ett melodiskt black metal-band från Norge som grundades år 1993 i Hønefoss.

## Medlemmar
Senaste medlemmar
- Tom Hagen – basgitarr, sång
- Vergrimm (Hallvard Wennersberg Hagen) – gitarr, synthesizer, keyboard
- Endre Bjotveit – trummor

Tidigare medlem
- Trondr Nefas (Trond Bråthen) – gitarr (död 2012)[1][2]

## Diskografi
Demo
- 1994 – Demo
- 1994 – Rehearsal '94

Studioalbum
- 1996 – For kunsten maa vi evig vike